# EWR VJ 101
EWR VJ 101 — немецкий экспериментальный реактивный самолёт вертикального взлёта и посадки (СВВП). Участники программы создания-предприятия Heinkel, Messerschmitt и Bölkow (концерн EWR). Программа продолжалась с 1960 по 1968 год. Первый полет состоялся 10 апреля 1963. Построено два экземпляра. EWR VJ 101 — первый СВВП, превысивший скорость звука. Весной 1972 года совершил свой первый полёт усовершенствованный опытный прототип Messerschmitt VJ 101C, так же построенный в двух экземплярах

## Конструкция самолета
Самолет — моноплан нормальной аэродинамической схемы, с высоко расположенным крылом. Материал конструкции — алюминиевые сплавы. Силовая установка состоит из шести ТРД RB.145 (производство — Rolls-Royce и MAN-Turbomotoren): двух подъёмных, расположенных в фюзеляже, и четырёх подъёмно-маршевых, расположенных попарно в поворотных мотогондолах на консолях крыла. Для маневрирования на режиме висения используется струйная система управления. Лётчик размещён в герметичной кабине, оснащенной катапультным креслом.

## Разработка и испытания
Было построено два прототипа: X-1 и X-2. Первый полёт в режиме висения машины X-1 проведён 10 апреля 1963, первый переход в горизонтальный полёт — 20 сентября 1963 г. Изделие VJ 101C X-1 совершило 40 полётов, 24 полёта в режиме висения и 14 полных переходов «вертикальный взлёт-горизонтальный полёт-вертикальная посадка». В ходе этих полётов VJ 101, впервые среди СВВП, преодолел звуковой барьер. Непосредственно после этого 14 июля 1964 г. произошла авария из-за неисправности автопилота. 29 июля 1964 VJ 101C достиг скорости полёта 1,04 Маха без использования форсажной камеры.
Второй прототип, X2, оснащённый новым автопилотом и форсажной камерой, совершил первый полёт 22 октября 1965 г. Испытания продолжались вплоть до закрытия программы в 1968 г. Изделие VJ 101C X-2 в настоящее время находится в музее Deutsches Museum в Мюнхене.

## Лётно-технические характеристики
- Экипаж: 1
- Длина: 15,7 м
- Размах крыльев: 6,61 м
- Высота: 4,1 м
- Максимальный взлетный вес: 6100 кг
- Силовая установка: 6×ТРД Rolls-Royce RB145, тяга каждого — 12,2 кН
- Максимальная достигнутая скорость: 1,04 Маха